# Thelema Society
Die Thelema Society ist eine spirituell arbeitende Gesellschaft, die im Jahr 1979 von Michael D. Eschner gegründet wurde. Sie versteht sich als eine thelemische Gemeinschaft und hat ihren Sitz in Bergen an der Dumme.

## Geschichte
Nach der Gründung 1979 nannte sich die Thelema Society zunächst Institut für angewandte Metaphysik, wurde jedoch im Jahre 1982 in Thelema (Abbey) umbenannt. Ab 1983 hieß sie dann Thelema Orden des Argentum Astrum e. V. Die Vorschriften dieser Zeit sahen unter anderem vor, dass kein Mitglied des Ordens ein Eigentumsrecht hatte, ebenso gab es eine strenge hierarchische Struktur, in der Eschner als „Chef“ galt. Wegen vermehrter Kritik durch Justiz und Medien wurde 1985 der Verein aufgelöst. In diesem Jahr begann die Thelema Society sämtliche englischsprachige Bücher von Aleister Crowley ins deutsche zu übersetzen, was bis 2001 dauerte. Die Bücher wurden im Kersken-Canbaz-Verlag veröffentlicht. Darüber hinaus gab es verschiedene magische Bücher von Mitgliedern, die in der „Schritt für Schritt Reihe“ ebenfalls im Kersken-Canbaz-Verlag erschienen. Sie benannten sich um in Netzwerk Thelema und zogen kurz darauf nach Bergen an der Dumme. Die Gruppe konstituierte sich 1989 neu unter dem Namen Live Unlimited Society of Thelema (L.U.S.T.) und versuchte, selbstorganisierte Arbeitsgruppen aufzubauen. Vier Jahre später ging daraus die Ethos Gemeinschaft Thelema (EGT) hervor.  2001 benannte sich die Gruppe zu der heutigen Thelema Society um. Mit dem Übergang zur „Thelema Society“ wurde eine neue Phase begonnen. Die klassische (hierarchische) Gradstruktur wurde ersetzt durch parallele, thematisch orientierte Kerngruppen. Der mit dem Netzwerk verbundene Phänomen Verlag hatte seinen Sitz in Schnega.
Laut Vereinssatzung galt Michael D. Eschner in der Gruppe als Reinkarnation Aleister Crowleys.

## Struktur
Innerhalb der Thelema Society gibt es vier organisatorische Kreise. Im 0. Kreis sind alle Mitglieder, die zumeist unmittelbar in Bergen wohnen und den vollen Umfang der Angebote nutzen. Im 1. Kreis sind Mitglieder, die in der Thelema Society initiiert wurden, aber in einer Außenstelle der Thelema Society tätig sind. Der 2. Kreis ist für „Kandidaten“ gedacht, die eventuell in Betracht ziehen, dem 1. bzw. 0. Kreis beizutreten, aber auch für Mitglieder, die mehr praktische Arbeit in bestimmten Themen machen wollen und dafür Beratung von der TS erhalten. Der 3. Kreis ist für alle Menschen, die mit der Thelema Society sympathisieren, aber nicht das Interesse haben in den anderen Kreisen beizutreten. Laut Satzung der Thelema Society ist sie eine demokratische Einrichtung mit dem Slogan „Freiheit ist die Freiheit des Andersdenkenden“. Ihre Mitgliederzahl wird von Experten auf 100 – 130 Personen geschätzt.

## Inhalt und Ziele
Die Mitglieder der Thelema Society entwickeln und erforschen das Neue Äon, lehren „thelemische“ Lebensweise, persönliche Entwicklung und Selbsterschaffung. Dazu verwenden sie Literatur u. a. von Friedrich Nietzsche, Niklas Luhmann, Georg Hegel, Gotthard Günther oder Immanuel Kant. Ihre Ziele beinhalten die Entwicklung des Wahren Willens und der Kundalini-Shakti. Die Thelema Society erkennt das von Aleister Crowley empfangene Liber AL vel Legis an und betrachtet als dessen Kernsätze „Jeder Mann und jede Frau ist ein Stern“, „Tue was Du willst sei das ganze Gesetz“, „Liebe ist das Gesetz, Liebe unter Willen“ und „Der Tod, o Mensch, ist dir verboten“. Diese Sätze dienen ihnen als Grundlagenwerk. Sie grenzt sich laut eigenen Angaben von Aleister Crowley und dessen magischen Traditionen und Gradsystemen ab und erforscht einen alternativen Lebens- und Entwicklungsweg.

## Kritik
1992 wurde Michael D. Eschner wegen gefährlicher Körperverletzung und Vergewaltigung eines Gruppenmitglieds zu einer Freiheitsstrafe von sechs Jahren verurteilt. Die Mitglieder waren den verschiedensten Formen von ritueller Gewalt ausgesetzt. Laut Spiegel „[erzwangen] die Thelema-Oberen […] Disziplin durch Gehorsamseid und Schlafentzug, verordnen Geschlechtsverkehr und Ekeltraining – vom Kotverzehr bis zur Selbstverstümmelung“. Andererseits war es rechtlich strittig ob Eschner sich dadurch strafbar machte, weil dieser auf ein "freiwilliges Dulden bzw. Befolgen" der Mitglieder verweisen konnte. Auch das Gericht sprach von „erzwungene[m] Sexualverkehr“ und „unbedingten Gehorsam“ der Führung gegenüber.  Begründet wurden diese Ausführungen dadurch, dass der Orden "die Zerstörung der bisherigen Moralvorstellungen, Neugliederung der gesellschaftlich anerkannten Lebensform und Lösung der bisherigen sozialen Konditionierung" anstrebe und die Betroffenen, manchmal mit Alkohol, ihre natürliche Hemmschwelle durch Ekeltraining überwinde.
Die Vorwürfe von Presse und Sektenberatung gegenüber der Thelema Society, insbesondere in Bezug auf Gewalt, werden von der Gruppe dementiert.

## Werke
- Ethos Gemeinschaft Thelema (Autorenschaft), Thelema: Eine Darstellung des neuen Aeons unter Berücksichtigung der Lehre des Aleister Crowley, Kersken-Canbaz, 2000 ISBN 978-3894231200
- Thelema Society (Autorenschaft), Der Weg des Thelemiten, Books on Demand, 2008 ISBN 978-3837054224